# Анетівська культура
Анетівська культура — археологічна культура часів пізнього палеоліту, що була поширена на території басейну річки Південний Буг. Датується періодом 22—10 тисяч років тому.

## Поширення та розвиток
Область поширення — Степове Побужжя. Найвиразніші археологічні пам'ятки — поселення Анетівка I і II біля села Анетівки (Доманівський район Миколаївської області). Культура досліджувалась українським археологом В. Станком. Генеза анетівської культури пов'язана з асиміляцією місцевими культурами ранньої пори пізнього палеоліту прибулих центрально-європейських культур. Територіально та за хронологією до них належать: Ґраветтська культура, Східний гравет, Костенківсько-вілендорфська культура.
Населення анетівської культури брало участь у формування кукрецької культури наступної заключної давньокам'яної доби.

## Характеристика
Виявлені господарчо-побутові комплекси представлені скупченнями крем'яного та кістяного інвентарю, рештками фауни, каміннями-ковадлами, уламками вохри, вугіллям тощо. Серед знарядь праці переважають крем'яні різці, скребачки, різноманітні мікропластинки з ретушшю тощо. На Анетівці II представлений виразний комплекс знарядь з кістки та рогу — наконечники списів, лощила, проколки, вістря тощо.
Господарство носіїв анетівської культури базувалася на полюванні на бізонів. Займалися також полюванням на інших тварин — коней, північних оленя, сайгаків, вовків тощо та збиральництвом. Полювали за допомогою лука та списів. Жили первісними общинами по 3—50 осіб.
На Анетівці II досліджено ритуальний мисливський комплекс.